# زكريا الآغا
زكريا إبراهيم سليم الآغا (أبو عمار؛ 1360- 1446 هـ / 1942- 2025 م) طبيب وسياسي فلسطيني، عضو اللجنة التنفيذية لمنظمة التحرير الفلسطينية سابقًا، وعضو اللجنة المركزية لحركة فتح من 1994 حتى 2017، والمفوَّض العام للتعبئة والتنظيم لحركة فتح في قطاع غزَّة حتى عام 2016، ورئيس دائرة شؤون اللاجئين في منظمة التحرير الفلسطينية حتى عام 2018.

## سيرته
وُلد زكريا الآغا في خان يونس، يوم الثلاثاء 26 ذي الحِجَّة 1360هـ الموافق 13 يناير (كانون الثاني) 1942م. حصل على (بكالوريوس) الطب والجراحة من جامعة القاهرة عام 1965، ونال درجة التخصُّص في الأمراض الباطنية عام 1971.
تولَّى رئاسة قسم الأمراض الباطنية في مستشفى ناصر بخان يونس من 1974 إلى 1987، حين فصَلَته سلطات الاحتلال أمنيًّا. ثم صار رئيسًا لقسم الأمراض الباطنية بمستشفى الأهلي بغزة من 1989 إلى 1993.
تزوج من الطبيبة فريال البنا ولهما عدة أبناء. تُوفيت عام 1999.

## مناصبه
- عضو مؤسس للجمعية الطبية العربية لقطاع غزة 1977.
- أمين صندوق الجمعية الطبية العربية 1978- 1984.
- رئيس الجمعية الطبية العربية 1985- 1992.
- أمين صندوق مجلس التعليم العالي بالقدس 1985- 1992.
- عضو جمعية بنك الدم بغزة منذ إنشائها وحتى الآن.
- عضو جمعية الهلال الأحمر الفلسطيني.
- رئيس مجلس أمناء جامعة الأزهر 2002- 2005.
- في 16 يناير 2004، شكل الرئيس الفلسطيني ياسر عرفات مجلس أمناء جامعة الأزهر في غزة وعينه رئيسًا له.[2]

## عمله الوطني
- عضو بحركة التحرير الوطني الفلسطيني منذ عام 1967.
- عضو اللجنة المركزية لحركة فتح منذ عام 1992 وحتى الآن.
- معتمد الحركة بقطاع غزة منذ عام 1993- 2005.
- عضو اللجنة التنفيذية بمنظمة التحرير الفلسطينية 1996- 2017
- شغل رئيس دائرة العلاقات القومية والدولية بمنظمة التحرير الفلسطينية.
- رئيس دائرة شؤون اللاجئين بمنظمة التحرير الفلسطينية حتى شهر نيسان 2018.
- رئيس هيئة العمل الوطني بغزة التي تضم تحتها جميع فصائل منظمة التحرير الفلسطينية.
- مفوض عام التعبئة والتنظيم للمحافظات الجنوبية «غزة» حتى 2016.

## عمله السياسي
- عضو الوفد الثلاثي الفلسطيني المحاور لوزير الخارجية الأمريكية الأسبق جيمس بيكر بجانب فيصل الحسيني والدكتورة حنان عشراوي عام 1991 (قبل مفاوضات مدريد).
- عضو الوفد الفلسطيني المفاوض في مؤتمر مدريد وواشنطن 1991- 1993.
- أول وزير إسكان في أول حكومة تشكلها م. ت. ف للسلطة الوطنية الفلسطينية 1994- 1995.

### معاناته
- اعتقال في يناير 1995 لعدة أسابيع تحت التحقيق.
- اعتقال إداري عام 1988 في بداية الانتفاضة لمدة ستة أشهر بتهمة وزير مالية الانتفاضة.
- فصل أمني من العمل الحكومي في أغسطس 1987.
- المنع من السفر خارج قطاع غزة من 1981- 1990.

## وفاته ونعيه
توفي زكريا الآغا في مصر، يوم الاثنين 14 ذي القَعْدة 1446هـ الموافق 12 مايو (أيَّار) 2025، عن عمر ناهز ثلاثة وثمانين عامًا، بعد صراع طويل مع المرض.
نعاه الرئيس الفلسطيني محمود عباس، وأثنى على مناقب المناضل الوطني، الذي أفنى حياته في الدفاع عن حقوق الشعب الفلسطيني والنضال من أجل الحرية والاستقلال.
نعَتْه حركة التحرير الوطنيّ الفلسطيني (فتح) وقالت في بيان: إن القائد الراحل الآغا، سيظل باعثًا وطنيًّا ملهمًا لشعبنا وللأجيال، مستذكرةً دوره الوطني والاجتماعي والأكاديمي في ترؤسه مجلس أمناء جامعة الأزهر وهيئة العمل الوطني في قطاع غزَّة، معتبرةً رحيله خسارةً فادحةً لشعبنا الذي يتعرَّض لأعتى حرب إبادة ممنهجة منذ السابع من أكتوبر (تشرين الأول) 2023، معاهدةً إياه على مواصلة النضال الوطني حتى انتزاع حقوقنا المشروعة وتجسيد الدولة الفلسطينيّة المستقلَّة كاملة السيادة وعاصمتها القدس.
كما نعَت اللجنة المركزية لحزب الشعب الفلسطيني رحيل المناضل والقائد الوطني الدكتور زكريا الآغا، وعدَّ الحزب رحيلَه خسارة وطنية كبيرة، لما تميَّز به في مسيرة نضاله الوطني من التزام بالقيم الوحدوية، وإخلاص لقضايا شعبنا ومشروعه الوطني، وفي المقدمة حقه في إقامة دولته الفلسطينية المستقلة وعاصمتها القدس والتمسُّك المبدئي والحازم بحق لاجئي شعبنا بالعودة إلى ديارهم الذين هُجِّروا منها عام 1948 طبقًا للقرار الأممي 194.